# Akshobhya
Cette page contient des caractères spéciaux ou non latins. S’ils s’affichent mal (▯, ?, etc.), consultez la page d’aide Unicode.

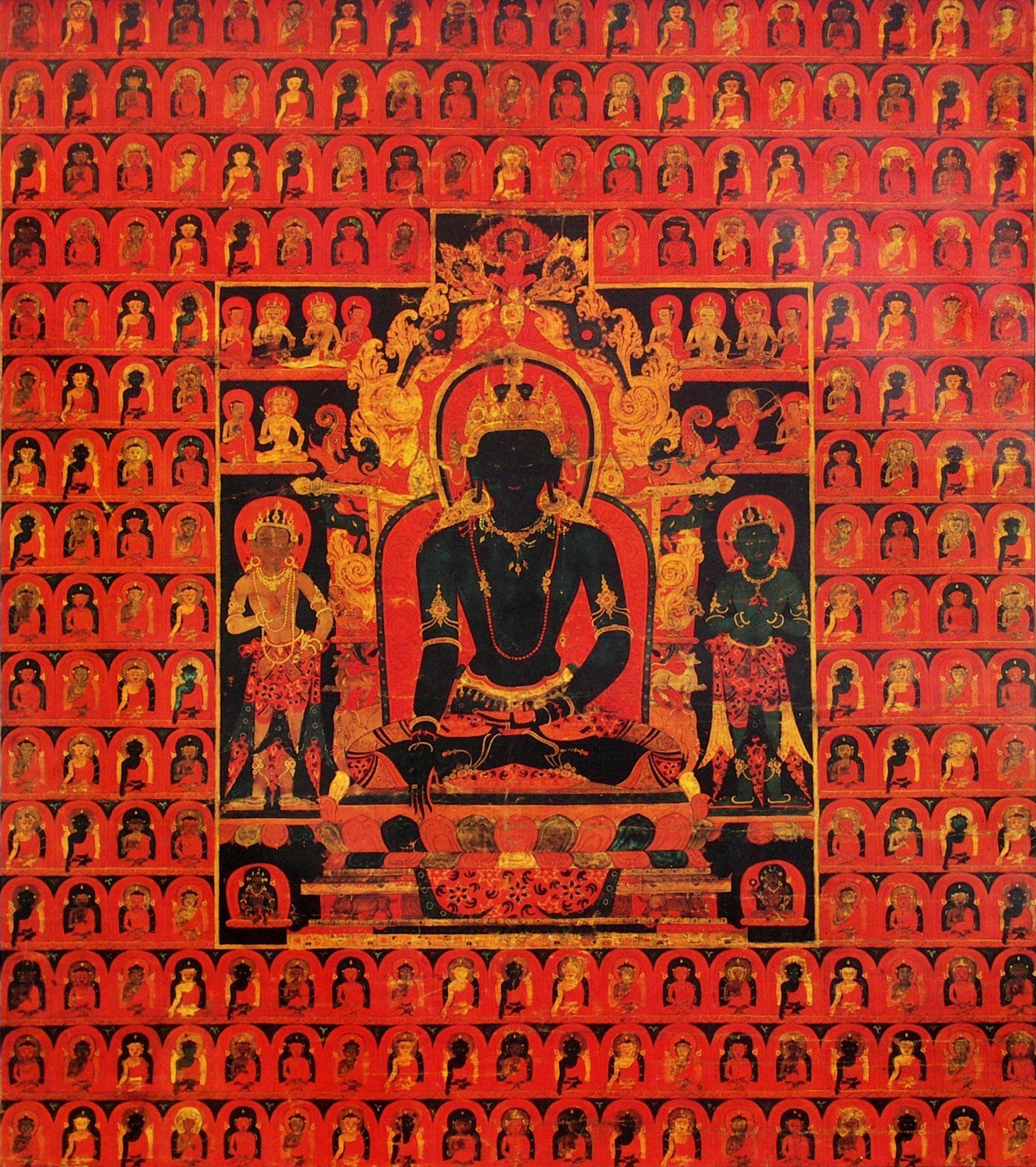
Akshobhya au centre d'un thangka tibétain de la fin du XIIIe siècle, Honolulu Academy of Arts

Akshobhya (sanskrit : Akṣobhya c'est-à-dire: impassible, inébranlable; chinois: Achùfó 阿閦佛, Búdòng rúlái 不動如來, japonais : Ashuku nyorai 阿閦如来; tibétain: mi bskyod pa/mi 'khrugs pa) est l'un des cinq bouddhas de sagesse du Vajrayana, Adi Bouddha de la famille du vajra. Sur les mandalas des cinq bouddhas, il est placé à l’Est. Il règne sur le paradis oriental de la terre pure Abhirati, moins connu que le paradis occidental d’Amitābha. Il transforme la colère en sagesse permettant de voir les choses comme elles sont, sans être déformées par l'émotion, à la façon dont un miroir les reflète sans en être affecté. Sa couleur est le bleu sombre, couleur de l'eau et des miroirs. Sa parèdre (shakti) est Locana. Le bodhisattva Vajrapani et le roi-gardien Acala lui sont liés, et parfois considérés comme ses émanations. Sa monture est l'éléphant, symbole d’indestructibilité et de détermination.

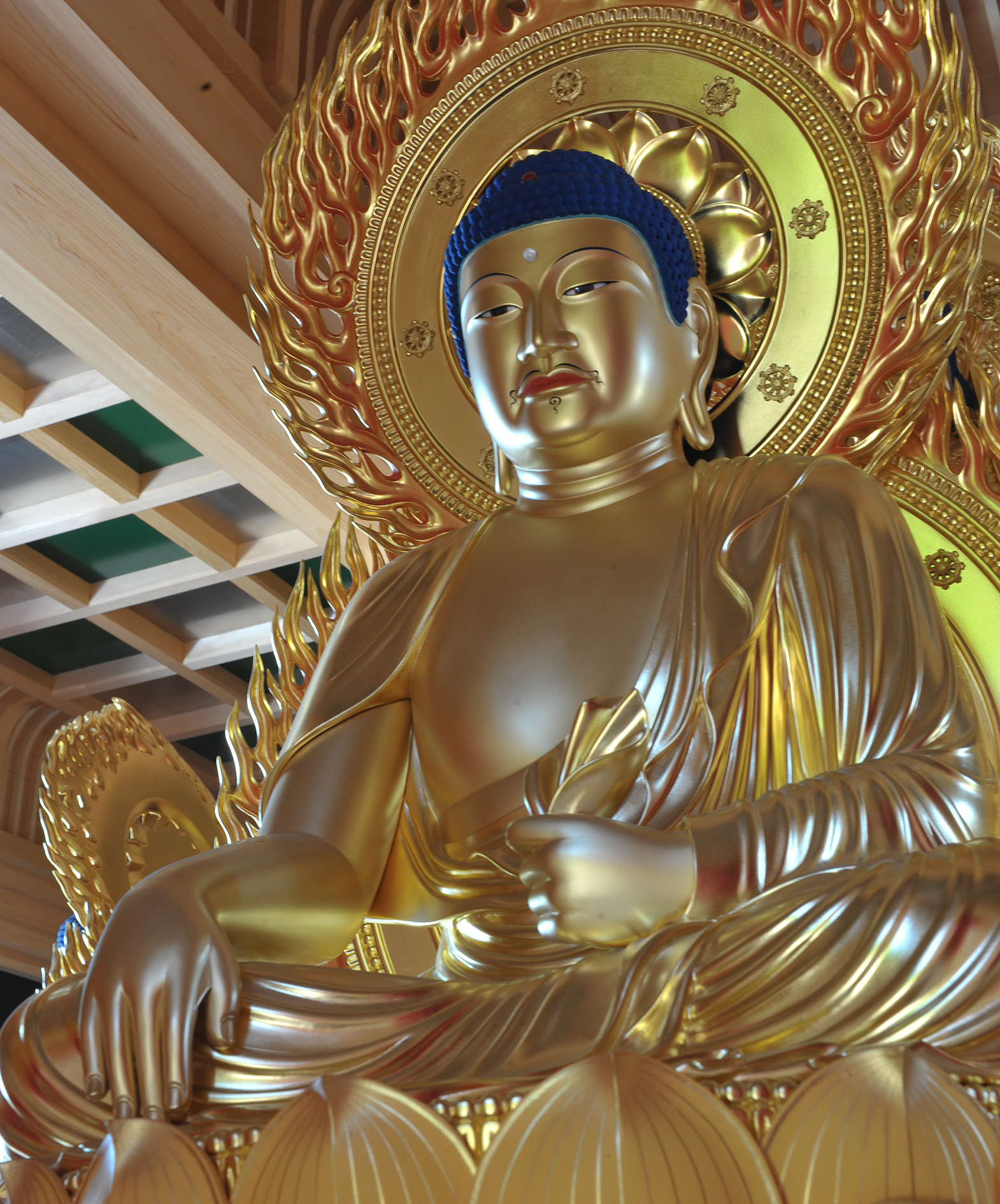
Renge-in Tanjō-ji

Il est représenté faisant de la main droite la mudra bhūmisparsha (toucher de la terre), marquant sa détermination inébranlable de se diriger vers l’illumination, et tenant un vajra dans la main gauche.
Il apparaît pour la première fois dans le Soutra de la terre du tathāgata Akshobhya (sk. Akṣobhyatathāgatasyavyūha ; ch. Achufoguojing 阿閦佛國經), l’un des textes de la Terre pure, traduit du sanskrit en chinois au milieu du IIe siècle par Lokaksema. Sa légende fait miroir à celle d’Amitābha : un moine avait fait vœu de méditer dans la Terre pure orientale en restant impassible face à tout ce qui pourrait provoquer chez les autres créatures de la colère ou du mépris. Ayant réussi, il devint le bouddha régnant sur ce paradis. Le troisième chapitre est intitulé 'śrāvakaparṣad', 'L'Assemblée des Disciples'. La Terre d'Abhirati et l'influence d'Akṣobhya permettent aux 'śrāvaka' d'avancer sur la voie de l'arhat. Le Fonds Bajaur des textes retrouvés dans le Gandhara comporte également les fragments d'un soutra du Mahayana primitif, écrit en Gāndhārī : l'Akṣobhya-sūtra.
Le culte d'Ashuku Nyorai s'est particulièrement développé au Japon, au sein du Shingon. Il apparaît dans le Kongōkai mandara (Mandala du Diamant, où il siège à l'Est) et dans des rituels, comme le rituel de commémoration des Treize Bouddhas. Son attribut est le miroir, qui symbolise la sagesse réfléchissante, qui voit les choses telles qu'elles sont. Dans ses représentations, il tient la posture de méditation (dhyāna mudrā), parfois avec la main touchant la terre (bhūmisparśa mudrā), comme le Bouddha historique lors de son éveil. Le plus grand temple consacré à Ashuku Nyorai est le temple Jōruri-ji (浄瑠璃寺), dans la ville de Kizugawa (木津川市), préfecture de Kyōto (京都府). Construit au cours de l'ère Heian, son Hondo (salle principale) possède une statue d'Ashuku Nyorai entouré de neuf statues d'Amida Nyorai.

## Le mantra
NAMO RATNA TRAYÂYA: OM KAMKANI KAMKANI, ROCANI ROCANI, TROTANI TROTANI, TRÂSANI TRÂSANI, PRATIHANA PRATIHANA, SARVA KARMA PARAM PARANI ME SARVA SATTVANAM CA SVÂHÂ.
La récitation de ce mantra est considéré comme très puissante puisqu'il purifie tous les karmas négatifs, notamment ceux créés par les cinq crimes haineux, les critiques formulées à l'encontre des aryas ou encore l'abandon du Dharma.
Il évite les renaissances dans les mondes inférieurs. Pour les êtres déjà morts, la récitation de ce mantra à leur intention les délivrent instantanément des mondes inférieurs.
Mantra utilisé dans le Shingon :
ON AKUSHUBIYA UN.

## Initiation
Le 17 octobre 2003, le Dalaï Lama a transmis l'initiation à la pratique du Bouddha Akshobhya à plus de quinze mille personnes réunis au palais omnisports de Bercy.